# Wasserfälle von Coo
Die Wasserfälle von Coo im Fluss Amel gehören mit einer Höhe von 15 Metern zu den höchsten in Belgien.
Der kleine Wasserfall existiert etwa seit dem 15. Jahrhundert, der große wurde im 18. Jahrhundert im Auftrag des Fürstabtes von Stablo errichtet, wahrscheinlich um das an der Mäander gelegene Dorf Petit-Coo gegen Überschwemmungen zu schützen.
Heutzutage sind die Wasserfälle eine touristische Sehenswürdigkeit. Es liegen ein Restaurant und der Freizeitpark Plopsaland Ardennes in dem kleinen Tal.